# Danielle Savre
Danielle Kathleen Savre (26 de agosto de 1988; Simi Valley, California) es una actriz, directora, cantante y bailarina estadounidense. Es principalmente conocida por interpretar a Maya Bishop en las series de televisión Grey's Anatomy y Station 19.

## Vida y carrera
Savre nació en Simi Valley, California. Los nombres de sus padres son Randy y Kathie, tiene una hermana mayor, Stephanie.
Savre protagonizó el papel principal de la serie de MTV Kaya, la serie duró sólo una temporada, y fue cancelada debido a razones no reveladas. Ha actuado en varios programas de televisión como The X-Files, CSI: Crime Scene Investigation y Charmed. Savre tuvo un papel recurrente en la serie de televisión Summerland como Callie.
Aparece en la película Bring It On: All or Nothing y en la serie de NBC Héroes. Coincidentemente, tanto en la película y la serie interpretó a una animadora que era amiga del personaje de Hayden Panettiere. Sin embargo, en Héroes, su personaje es asesinado en el noveno episodio "Homecoming" de la primera temporada, a pesar de que vuelva a aparecer tres veces más: una vez de forma retroactiva en Hace seis meses", y dos veces durante la cuarta temporada: en "Érase una vez en Tejas" y "Pasa / Falla".
Perteneció al grupo Sweet Obsession. Sin embargo, el grupo se ha dispersado luego de que varios miembros recibieron becas y decidieron seguir carreras universitarias. Ella también estaba en un grupo llamado Trinity en 2005. Savre ha seguido siendo coreografiado profesionalmente por el coreógrafo Shane Sparks durante sus dos grupos de actuaciones y durante su carrera como cantante en solitario.
Desde el año 2018 forma parte del elenco televisivo de Station 19 interpretando a la bombera Maya Bishop.

## Filmografía
| Año  | Título                                  | Personaje              | Director           | Notas                                                    |
| ---- | --------------------------------------- | ---------------------- | ------------------ | -------------------------------------------------------- |
| 2001 | Murphy's Dozen                          | Cassidy                | Gavin O'Connor     | Película para televisión                                 |
| 2006 | Bring It On: All or Nothing             | Brianna                | Steve Rash         | Junto a Hayden Panettiere, Solange Knowles, Gustavo Carr |
| 2006 | You've Reached the Elliotts             | Amanda Elliott         |                    |                                                          |
| 2007 | Entre mujeres                           | Adolescente            | Jon Kasdan         |                                                          |
| 2007 | The Final Season                        | Cindy Iverson          | David M. Evans     |                                                          |
| 2007 | Boogeyman 2                             | Laura Porter           | Jeff Betancourt    |                                                          |
| 2008 | Generation Gap                          | Jenny                  | Bill L. Norton     | Película para televisión                                 |
| 2009 | American Primitive                      | Madeline Goodhart      | Gwen Wynne         |                                                          |
| 2012 | Intocable: La historia de Drew Peterson | Chloe Roberts          | Mikael Salomon     |                                                          |
| 2014 | Jarhead 2: Field of Fire                | Danielle 'Danni' Allen | Don Michael Paul   |                                                          |
| 2014 | Knock Knock                             | Jamie                  | Jeff Betancourt    | Cortometraje                                             |
| 2015 | Wild for the Night                      | Detective Lewis        | Benny Boom         |                                                          |
| 2015 | Adulterers                              | Ashley                 | H.M. Coakley       | Anteriormente titulada Avouterie                         |
| 2016 | The Wrong Car                           | Trudy                  | John Stimpson      | Película para televisión                                 |
| 2016 | Four Stars                              | Kriss Buckley          | R.J. Cutler        | Película para televisión                                 |
| 2016 | Acoso perfecto                          | Grace Winston          | Curtis Crawford    | Película para televisión                                 |
| 2016 | Collar                                  | Mara                   | Rowan Maher        | Cortometraje                                             |
| 2016 | Coming Soon                             | Hayley Burns           |                    | Película para televisión                                 |
| 2017 | Happily Never After                     | Kate                   | David S. Cass Sr.  | Película para televisión                                 |
| 2018 | Deep Blue Sea 2                         | Dr. Misty Calhoun      | Darin Scott        | Película directamente para vídeo                         |
| 2019 | A Cohort of Guests                      | Anne-Marie             | Todd Sandler       | Cortometraje                                             |
| 2020 | Second Team                             | Jackie                 | Ria Pavia          | Cortometraje                                             |
| 2020 | Amy's Gift                              | Amy                    | Drew Ann Rosenberg | Cortometraje                                             |
| 2021 | Hit or Miss                             | Ryan                   | Matthew Toronto    | Cortometraje                                             |

| Año           | Título                         | Personaje          | Notas                                                               |
| ------------- | ------------------------------ | ------------------ | ------------------------------------------------------------------- |
| 2001          | One on One                     | Brittany           | Episodio: "School Dazed"                                            |
| 2002          | Expediente X                   | Marcia Brady       | Episodio: "Sunshine Days"                                           |
| 2002          | Grounded for Life              | Hannah             | Episodios: "The Kids Are Alright", "Oops!... I Did It Again"        |
| 2004          | Grounded for Life              | Courtney           | Episodios: "All Apologies", "The Cheat Is On"                       |
| 2004          | CSI: Crime Scene Investigation | Amy Keaton         | Episodio: "Swap Meet"                                               |
| 2004–2005     | Summerland                     | Callie             | Papel secundario                                                    |
| 2005          | Embrujadas                     | New Phoebe         | Episodio: "Something Wicca This Way Goes"                           |
| 2005          | The Closer                     | Gretchen Schiller  | Episodio: "Flashpoint"                                              |
| 2006          | Malcolm in the Middle          | Heidi              | Episodio: "Lois Strikes Back"                                       |
| 2006          | Close to Home                  | Amanda Roth        | Episodio: "Hot Grrrl"                                               |
| 2006–2010     | Héroes                         | Jackie Wilcox      | Papel secundario                                                    |
| 2007          | Kaya                           | Kaya               | Personaje principal                                                 |
| 2009          | CSI: Miami                     | Ashley Tanner      | Episodio: "Bone Voyage"                                             |
| 2010          | Outlaw                         | Lori Farwell       | Episodio: "In Re: Curtis Farwell"                                   |
| 2011          | The Glades                     | Jolene             | Episodio: "Breakout"                                                |
| 2012          | Hollywood Heights              | Lia                | Papel secundario                                                    |
| 2014          | Supernatural                   | Margo Lassiter     | Episodio: "Bloodlines"                                              |
| 2016          | Perception                     | Reagan Harper      | Episodio: "Meat"                                                    |
| 2016-2017     | Too Close to Home              | Anna Hayes         | Personaje principal                                                 |
| 2016          | Blue Bloods                    | Emily Harrison     | Episodios: "The Price of Justice", "Personal Business"              |
| 2016-2017     | T@gged)                        | Ms. Dawson         | Serie Web; papel secundario                                         |
| 2018-2024     | Station 19                     | Maya DeLuca-Bishop | Elenco principal (Temporada 1-7); 105 episodios Director 1 episodio |
| 2020-presente | Grey's Anatomy                 | Maya DeLuca-Bishop | Elenco recurrente (Temporada 16- presente); 6 episodios             |